# Sara Krnjić
Sara Krnjić (serb. Сара Крњић; ur. 15 lipca 1991 we Nowym Sadzie) – serbska koszykarka, występująca na pozycji środkowej, posiadająca także węgierskie obywatelstwo, mistrzyni Europy, brązowa medalistka olimpijska.

## Osiągnięcia
Stan na 19 listopada 2022, na podstawie, o ile nie zaznaczono inaczej.

### Drużynowe
- Mistrzyni Węgier (2010, 2013, 2015–2017)
- Wicemistrzyni Węgier (2011, 2012, 2018, 2021, 2022)
- Brązowa medalistka mistrzostw Węgier (2009, 2014)
- Zdobywczyni Pucharu Węgier (2009, 2010, 2012, 2013, 2015, 2017, 2018)
- Finalistka pucharu:
  - Węgier (2011, 2014, 2016, 2020)
  - Serbii (2007)

### Reprezentacja
Seniorska
- Mistrzyni Europy (2015)[3]
- Brązowa medalistka olimpijska (2016)[4][5][6]
- Uczestniczka:
  - mistrzostw:
    - świata (2014 – 8. miejsce)[7]
    - Europy (2013 – 4. miejsce, 2015, 2017 – 11. miejsce)[8][9]

  - kwalifikacji do Eurobasketu (2013, 2017, 2021)

Młodzieżowe
- Mistrzyni Europy U–18 (2007)[10]
- Uczestniczka mistrzostw Europy:
  - U–20 (2010 – 8. miejsce, 2011 – 4. miejsce)[11][12]
  - U–18 (2007, 2008 – 6. miejsce, 2009 – 5. miejsce)[13][14]
  - U–16 (2006 – 4. miejsce, 2007 – 4. miejsce)[15][16]